# Wagifa
Wagifa es una isla de Papúa Nueva Guinea. Se encuentra al sureste de la isla Goodenough. En la isla hay una pequeña aldea y, además de la pesca, sus habitantes cultivan una cantidad limitada de yuca. Por ello, la principal fuente de alimentación de los habitantes locales proviene del comercio exterior y del mercado rural de la isla Goodenough. La isla Wagifa es de origen geológico completamente volcánico.